# Kassina decorata
Kassina decorata är en groddjursart som först beskrevs av Angel 1940.  Kassina decorata ingår i släktet Kassina och familjen gräsgrodor. IUCN kategoriserar arten globalt som otillräckligt studerad. Inga underarter finns listade i Catalogue of Life.